# Kp-serien
Kp serien, 78-varvare d.v.s de allra första skivorna på Knäppupp. De flesta kom också ut på EP och singel.
1. Rutigt och tutigt / Heckelbrückel-Ossenpreffer-Schlagenbachenbaden an der see (Flickery Flies/ Povel Ramel och Gunwer Bergqvist)
2. Balladen om Eugen Cork / Fars Fabrik (Povel Ramel och Flickery Flies)
3. Alla har vi varit små / Följ mej bortåt vägen (Povel Ramel och Gunwer Bergqvist)
4. En liten bit av himlen / Nattfiol och spelmanslåt / Mari Ade / Erik Johnssons ork. / 1954-10 /
5. Siskorna i björken / Upptäcktsresanden (Povel Ramel och Martin Ljung)
6. En hand, en kyss, ett hjärta / Bröllop i Fatmomakke (Mari Ade)
7. Alla milda makters hambo / Italiensk sallad (Gunwer Bergqvist)
8. Än sjunger gubben / Släkthuset (Povel Ramel och Gunwer Bergqvist)
9. När plommonen blomma / Då (Martin Ljung, Brita Borg och Flickery Flies)
10. Rosen på tistelön / Maria MariaBertil Boo / Gunnar Lunden- Weldéns ork. / 1955-05-26 /
11. Lilla dumbom / Maskerad på landsvägen / Mari Ade - Synkopen / Hans Gäfverts ork. / 1955-05 /
12. Säg godnatt i en vals / Goderafton ungersven (Bertil Boo)
13. Allt beror på dig / Hos dig är det alltid så skönt (Bertil Boo)
14. The day isn't long enough / Bli kär Brita Borg - Flickery Flies / Allan Johansson med Knäppuppork. / 1955-09-27 /
15. Junibruden / Det är så lätt att minnas (Mari Ade)
16. Le grand tour de l'amour/Siesta senor
17. Mina händer fladdrar/Var snäll mot din fyrfota vän (Pekka Langer)
18. Änglaklockor/Greensleeves (Bertil Boo)
19. Povel Ramels julskiva (troligen ej inspelad)
20. Endast utgiven som singel 4520
21. Den dåliga / The doddelidots (Brita Borg)
22. Drevet går drevet går / Grammofonaffären (Povel Ramel och Gunwer Bergqvist)
23. Alla vackra jäntors hambo / Som du vill ska jag vara (Mari Ade)
24. Mambo bacán / Nives (Sophia Lorén)
25. Jag ville vara sjutton år / Romanella mia (Bertil Boo)
26. Var ska din skrattgrop bli / Schottis med swing (Brita Borg)
27. I morrn är våren här / I vår lilla vrå (Bertil Boo och Brita Borg)
28. Älska mig / Snart kanske solen lyser (Bertil Boo)
29. Uniform / Var är tvålen (Povel Ramel, Martin Ljung, Tosse Bark och Oscar Rundqvist)
30. Auf wiederschen min vän / I storskogens famn (Bertil Boo)
31. Underbart är kort / Hjalmar och Hulda (Povel Ramel, Brita Borg och Martin Ljung)
32. Hitta din rätta plats / Ratataa/Aj vad jag är kär (Povel Ramel, Gunwer Bergqvist och Martin Ljung)
33. Ypacarai / Miquelo och Miquela (Christian Bratt)
34. Den gamla gungstolen / Den gamla spinnrocken (Bertil Boo)
35. Mer än du någonsin tror / Vid mitt liv (Bertil Boo)
36. Kär kär kär / Recept à la mor (Brita Borg)
37. Bjud på lyckan / Den nya vägen (Flickery Flies)
38. Anastasia / True love (Bertil Boo)
39. You go to my head / Skimrande dagar (Brita Borg)
40. Oh la la / En glad baion (Inger Berggren)
41. Glada musikanter / Roslagsvår (Brita Borg)